# Школа № 20 имени Лорда Байрона (Гюмри)
Школа № 20 имени Лорда Байрона (арм. Լորդ Բայրոնի անվան թիվ 20 միջնակարգ դպրոց) — образовательное учреждение в Гюмри, втором по величине городе Армении. Школа построена в 1990 году на месте разрушенного в результате Спитакского землетрясения учебного заведения на средства британского правительства и общества.

## История
Школа была построена в 1950 году и была названа в честь писателя и драматурга Габриела Сундукяна. В 1988 году в 11:41 по местному времени во время Спитакского землетрясения здание школы было разрушено; из-под руин извлекли тела 44 учеников и учителей.
В феврале 1990 года в Гюмри приехали журналисты из Великобритании, которые посетили школу, после землетрясения располагавшуюся в домиках-времянках. На вопрос о том, чем они могут помочь, ученики ответили просьбой о строительстве для них новой школы. Об этом узнало британское правительство, армянская община Великобритании, компания «Роллс-Ройс» и другие организации. 19 февраля на собранные ими средства был заложен фундамент здания, а уже 10 июня того же года премьер-министр Великобритании Маргарет Тэтчер во время своей первой поездки в Советский Союз в торжественной обстановке открыла восстановленную школу. В признательность британским правительству и обществу школа № 20 была названа в честь поэта лорда Байрона.